# Frederiksstraat (Amsterdam)

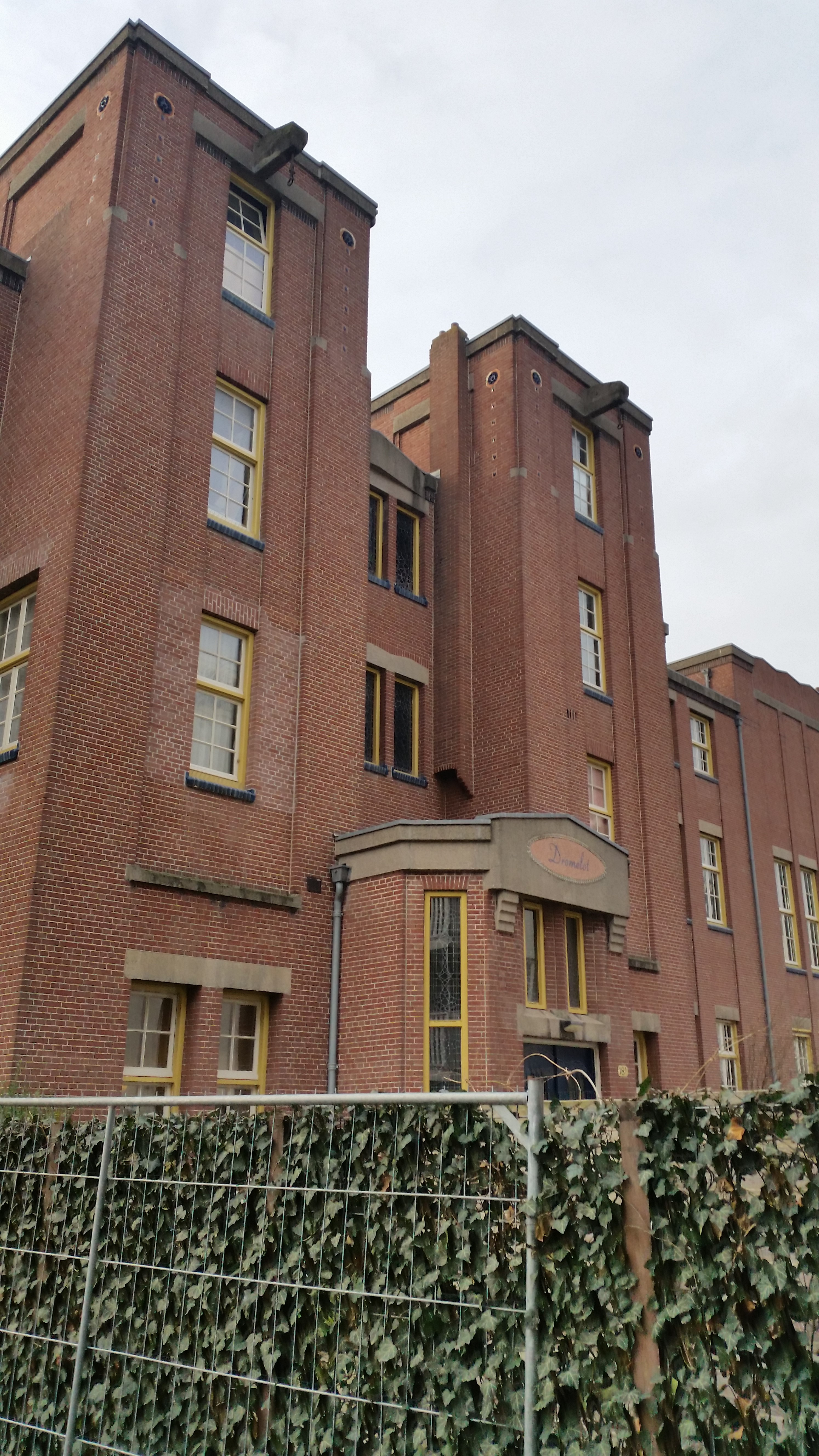
Frederiksstraat 18a (januari 2019)

De Frederiksstraat is een relatief korte straat in Amsterdam Oud-West.

## Geschiedenis en ligging
De straat is gelegen tussen de Overtoom en Vondelpark. Ze kreeg haar naam toen het gebied waarin ze ligt nog toebehoorde aan de gemeente Nieuwer-Amstel. De straat werd vernoemd naar Frederik Schröder, die rond 1880 een bouwkrediet ter beschikking stelde om hier een straat aan te leggen. In 1896 annexeerde de gemeente Amsterdam dit gebied. Aangezien Amsterdam nog geen Frederiksstraat had, mocht de straat haar naam behouden. Amsterdam kende wel al het Frederiksplein, dat vernoemd is naar prins Frederik der Nederlanden.
De straat diende enige tijd als aanduiding van de Zocherstraat. Bij de rooilijnbepaling voor die straat werd die straat aangeduid als de "zijstraat van de Overtoom ten westen van de Frederiksstraat".

## Gebouwen
De straat werd volgebouwd in de jaren tachtig van de 19e eeuw, in de tijd dat de Overtoom nog een waterweg was. Er kwam hier revolutiebouw, waardoor alle panden grote gelijkenis vertonen. Uitzonderingen zijn twee gebouwen aan de rand van het Vondelpark. De huisnummers 37-39 hebben hun voorgevel richting dat park. In 1989 verrees appartementencomplex 108-142 aan de rand van het park. De straat ontbeert overigens de huisnummers 30 tot en met 98. Het grootste gebouw met het adres Frederiksstraat staat niet aan de straat zelf; het ligt achter de bebouwing aan de even zijde op een binnenterrein. Het is gebouw Frederiksstraat 18a. Op dat terrein was nog een school gevestigd, die al afgebroken is. Tot slot staat er ook nog een gedeelte van het appartementencomplex behorende bij Zocherstraat 23-25.

### Frederiksstraat 18a
Hier werd omstreeks 1915 gebouwd aan een Openbare Lagere School ontworpen door de Dienst der Publieke Werken. Voor het bouwen/plaatsen van die school moesten de woningen op de begane grond op de nummers 20 en 28 omgebouwd worden tot poorten. Bij de bouw waren jonge werkloze Amsterdamse bouwvakkers betrokken. Het was een kostloze school, ouders hoefden geen schoolgeld te betalen. Toen de scheiding van standen in scholen werd opgeheven werd de naam van de school gewijzigd in Reyer Ansloschool. Het werd de Eerste Openbare Luchtschool die ook een aantal houten barakken in gebruik nam. Op 13 mei 1933 werd na een jaar geregel het gebouw onder de naam Vondelhof in gebruik genomen door De Nederlandse Jeugdherberg Centrale. Hun gebouw aan de Derde Schinkelstraat was te klein geworden. Er waren 146 bedden beschikbaar. In 1939 werden er Joodse kinderen opgevangen die Duitsland ontvlucht waren; de kinderen vertrokken al snel naar Mijnsherenberg en Loosdrecht. Niet veel later nam de Duitse bezetter het gebouw in gebruik en er kwam ook een brandweerpost (post G). Na de oorlog kwam de jeugdherberg voor even terug, de houten barakken werden gebruikt door een andere school. In 1949 ging de jeugdherberg hier weer dicht, pas in 1976 opende de grotere jeugdherberg aan een ander stuk Vondelpark. Het gebouw kreeg steeds bestemmingen in het onderwijs, waarbij onder meer de HAVO Zocherstraat, dat naast het gebouw was gevestigd, het gebruikte. De barakken werden in 1988 afgebroken.
Er zit in 2019 een kinderdagverblijf (Dromelot) in het gebouw.